# Quilín (estación)
Quilín es una estación ferroviaria que forma parte de la red del Metro de Santiago de Chile. Se encuentra por trinchera en la autopista Vespucio Sur entre las estaciones Los Presidentes y Las Torres de la línea 4.

## Características y entorno
Esta estación se destaca por su construcción, ya que la línea desciende junto a la autopista, hasta quedar inmersa bajo la rotonda. Este diseño permitió conservar parte del parque que existía en el lugar antes de su construcción. La rotonda marca, a su vez, el límite de las comunas de Macul (al poniente) y Peñalolén (al oriente). La estación posee una afluencia diaria promedio de 11 650 pasajeros.
En el entorno inmediato se encuentran el centro comercial Paseo Quilín, diversas viñas, colegios y campos de deportes, en una nueva zona residencial que aprovecha algunos de los terrenos puestos a la venta de la antigua Viña Cousiño Macul para crear proyectos inmobiliarios, generándose un nuevo polo de construcción en la zona precordillerana. Además, cerca de la estación están ubicadas la casa matriz de Laboratorios Andrómaco y la sede de la Asociación Nacional de Fútbol Profesional (ANFP), y también los estudios del canal de televisión La Red.

### Accesos
| Acceso | Intersección                  |
| ------ | ----------------------------- |
| A      | Rotonda Quilín con Av. Quilín |
| B      | Centro comercial Paseo Quilín |

## Origen etimológico
Su nombre se debe a que se encuentra en el interior de la Rotonda Quilín, la que recibe su nombre de la avenida del mismo nombre, que confluye en este sector con avenida Américo Vespucio y la avenida San Vicente de Paul.

## Cocheras Quilín
Entre las estaciones Las Torres y Quilín se encuentran las Cocheras Quilín o Cocheras Intermedias de la Línea 4 del Metro de Santiago. En este lugar se guardan los trenes que hacen servicio de pasajeros. También se mantienen y guardan los trenes de la Línea 4A.

## Galería

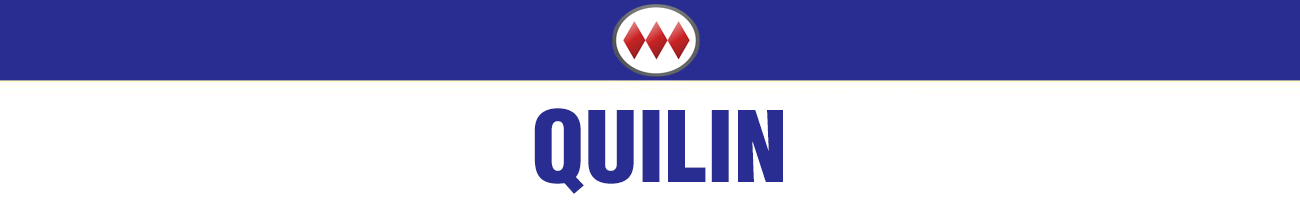
Cenefa utilizada actualmente en los andenes.
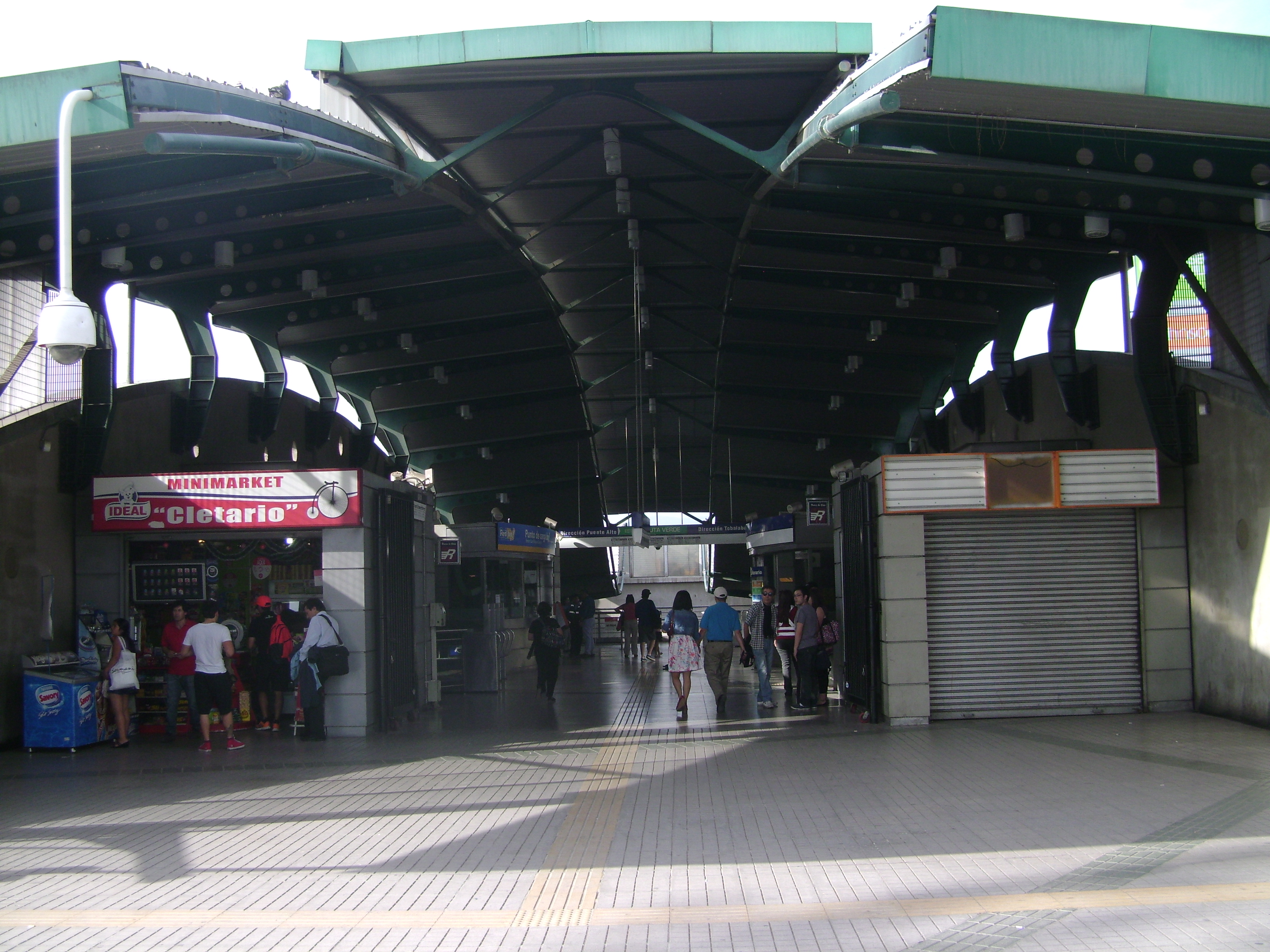
Acceso principal y boleterías de la estación.
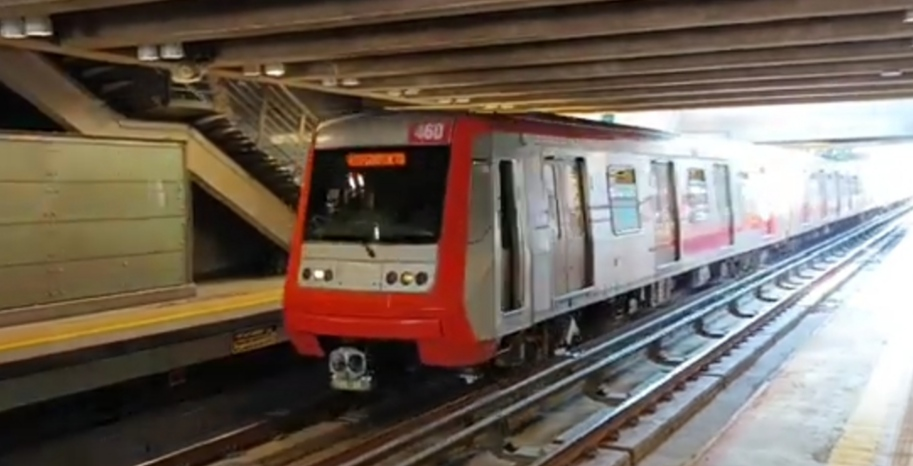
Tren AS-2002 en la estación.

## Conexión con Red Metropolitana de Movilidad
La estación posee 3 paraderos de la Red Metropolitana de Movilidad en sus alrededores, los cuales corresponden a:
| Paradero/ Código                 | Recorridos |
| -------------------------------- | --- |
| Parada 1 / Metro Quilín (PD191)  | 225 (Bahía Catalina) - 712 (Puente Alto) |
| Parada 2 / Metro Quilín (PD1356) | 225 (Las Condes) - 712 (La Pirámide) - D10 (Diagonal Las Torres / Metro Carlos Valdovinos) - D14 (Metro Pedrero / Fin del recorrido) - D16 (Metro Francisco Bilbao) - D17 (Alto Macul / Fin del recorrido) - D17v (Las Pircas / Fin del recorrido) |
| Parada 3 / Metro Quilín (PD817)  | D16 (Metro Francisco Bilbao) |